# 上流社会
『上流社会』（じょうりゅうしゃかい、High Society）は、1956年制作のアメリカ合衆国の映画。1940年の映画『フィラデルフィア物語』のミュージカル版。ビング・クロスビー、グレース・ケリー、フランク・シナトラらが出演し、音楽はコール・ポーター。グレース・ケリーにとってはモナコ王妃になる前の現役最後の映画出演になった。
成功したジャズミュージシャン(ビング・クロスビー)が、他の男と結婚しようとしている元妻の愛を取り戻そうとする物語。ルイ・アームストロングが本人役で出演して演奏を披露している。

## キャスト
| 役名                         | 俳優                   | 日本語吹替   | 日本語吹替 | 日本語吹替 |
| 役名                         | 俳優                   | 東京12ch版   | TBS版      | ？版       |
| ---------------------------- | ---------------------- | ------------ | ---------- | ---------- |
| C・K・デクスター＝ヘヴン     | ビング・クロスビー     | 前田昌明     | 羽佐間道夫 | 嶋俊介     |
| マコーリー・コナー           | フランク・シナトラ     | 家弓家正     | 堀勝之祐   |            |
| トレイシー・サマンサ・ロード | グレース・ケリー       | 二階堂有希子 | 武藤礼子   | 上田みゆき |
| エリザベス・インブリー       | セレステ・ホルム       | 水城蘭子     | 弥永和子   |            |
| ルイ・アームストロング       | ルイ・アームストロング |              | 渡部猛     |            |
| ジョージ・キットリッジ       | ジョン・ランド         |              | 森川公也   |            |
| ウィリアム・ロード           | ルイス・カルハーン     |              | 北村弘一   |            |
| セス・ロード                 | シドニー・ブラックマー |              | 筈見純     |            |
| マーガレット・ロード         | マーガロ・ギルモア     |              | 遠藤晴     |            |
| キャロライン・ロード         | リディア・リード       |              |            |            |
| 執事エドワード               | ゴードン・リチャーズ   |              | 藤城裕士   |            |
| 執事ローレンス               | リチャード・ギャリック |              | 水鳥鉄夫   |            |

- 東京12チャンネル版：初回放送1971年12月3日
- TBS版：初回放送1975年1月20日 『月曜ロードショー』

## 使用曲
- 「Overture」：コール・ポーター作曲
- 主題歌「High Society Calypso」: コール・ポーター作曲、ルイ・アームストロング・アンド・ヒズ・オーケストラ演奏（ルイ・アームストロング 歌）
- 「Little One」：コール・ポーター作曲（歌：ビング・クロスビー）
- 「Who Wants to Be a Millionaire?」: コール・ポーター作曲（歌：フランク・シナトラ&セレステ・ホルム）
- 「トゥルー・ラヴ」「True Love」: コール・ポーター作曲（歌：ビング・クロスビー&グレース・ケリー）
- 「You're Sensational」: コール・ポーター作曲（歌：フランク・シナトラ）
- 「I Love You, Samantha」: コール・ポーター作曲（歌：ビング・クロスビー）
- 「Now You Has Jazz」: コール・ポーター作曲（歌：ビング・クロスビー&ルイ・アームストロング）
- 「Well, Did You Evah!」：コール・ポーター作曲（歌：ビング・クロスビー&フランク・シナトラ）
- 「Mind If I Make Love to You?」: コール・ポーター作曲（歌：フランク・シナトラ）